# Шосе 7 (Альберта)
Шосе провінції Альберта № 7, яке зазвичай називають шосе 7 — шосе зі сходу на захід у регіоні Калгарі, Альберта, Канада. Він охоплює приблизно 26 кілометрів від шосе 22 (Ковбойська стежка) до шосе 2.
Шосе 7 починається в місті Даймонд Веллі, яке було створено 1 січня 2023 року шляхом злиття міст Блек Даймонд і Тернер Веллі. Шосе продовжується на схід, проходячи вздовж південної межі міста Окотокс. На схід від Окотокса шосе закінчується на шосе 2 на північ від Гамлет-оф-Олдерсайд, після чого йде шосе 547.
Шосе 7 спочатку продовжувалось на південь від Black Diamond до Лонгв'ю, але ділянку було перенумеровано, замінивши Шосе 22 на початку 1970-х років.